# Рейдель, Анатолий Львович
Анатолий Львович Рейдель (25 июля 1923, Москва — 16 сентября 2001, Москва) — российский учёный в области проектирования систем авиационного ракетного вооружения, доктор технических наук, профессор, лауреат Государственной премии СССР (1981).

## Биография
Анатолий Рейдель родился 25 июля 1923 года в Москве.
С сентября 1941 года служил в РККА, участник войны, младший лейтенант, командир взвода 45-мм пушек. Тяжело ранен 8 августа 1942 года (ему оторвало кисть левой руки), комиссован инвалид III группы. 
В 1948 году окончил факультет вооружение самолётов Московского авиационного института (МАИ). С 1952 года работал в Государственном машиностроительном конструкторском бюро (МКБ) «Вымпел» (Москва), начальник расчетно-теоретического отдела бригады аэродинамики.
Доктор технических наук (1971). С 1979 года преподаватель в МАИ.
Скончался 16 сентября 2001 года. Похоронен в Москве на Даниловском кладбище.

## Сочинения
- Основы проектирования ракетно-прямоточных двигателей для беспилотных летательных аппаратов: Учеб. пособие / Орлов Б. В., Мазинг Г. Ю., Рейдель А. Л., Степанов М. Н., Топчеев Ю. И. — М.: Машиностроение, 1967. 424 с.
- Аэробаллистические характеристики и математические модели авиационных управляемых ракет класса «воздух-воздух»: Учеб. пособие / А. Л. Рейдель, Г. А. Соколовский; Моск. гос. авиац. ин-т (техн. ун-т). — М.: Изд-во МАИ, 1995. — 78 с.: ил.; 20 см; ISBN 5-7035-1327-8:
- Летно-тактические характеристики ракет класса «воздух-воздух» и их связь с эффективностью авиационного боевого комплекса: учеб. пособие / А. Л. Рейдель, Г. А. Соколовский; Моск. авиац. ин-т им. С. Орджоникидзе. — Москва: МАИ, 1993. — 91 с.: ил. — ISBN 5-7035-0809-6.

## Награды
- Орден Отечественной войны II степени (21.02.1945).
- Государственная премия СССР (1981).
- Заслуженный деятель науки РФ (10.09.1999)[2]
- Премия Правительства Российской Федерации 2005 года в области образования (посмертно) — за комплекс учебников для образовательных учреждений высшего профессионального образования по проектированию систем авиационного ракетного вооружения.